# John Sigismund Tanner
John Sigismund Tanner (1705 – 14 mars 1775; allemand : Johann Sigismund Tanner) est un graveur médailleur britannique, spécialisé en monnaies et médailles.

## Biographie
Tanner, originaire de Saxe-Cobourg, travaille principalement pour la Monnaie royale de la Tour de Londres et en est le graveur en chef à partir de 1741. Il reste à la Monnaie jusqu'à sa mort en 1775 bien qu'il ait peu participé à la préparation des nouvelles pièces, car au cours de ses dernières années, il souffre de cécité et de nombreuses autres infirmités. La plupart des travaux effectués au cours des dernières années de Tanner sont réalisés par son assistant en chef Richard Yeo, qui lui succède au poste de graveur en chef. Tanner conçoit une pièce de six pence pour la Royal Mint sous le règne du roi George II, la pièce est ensuite connue sous le nom de "tanneur" et cette appellation est conservée jusqu'à la décimalisation en 1971.
Tanner meurt le 14 mars 1775, après avoir pris sa retraite de la Monnaie.